# 小林沙苗
小林沙苗（日语：／ Kobayashi Sanae，1980年1月26日—）為日本女性聲優。出生於靜岡縣濱松市濱北區。2015年6月1日隸屬公司從Production baobab移至Sigma Seven。

## 概要
- 最初的夢想是成為演員，高中時為地區音樂劇團「ステージ97」所屬團員，在該劇團東京公演時，被前來觀戲的聲優立壁和也賞識其演技力並網羅至聲優界。
- 剛出道時因為仍在該地區大學就讀的關係，以新幹線來往東京通勤工作。
- 主要工作是外國片、動畫、遊戲、以及廣播劇配音，近期以幼教片、外國片日文配音居多。
- 聲線範圍廣泛，是少數擁有「七色之聲」美名的聲優之一，屬於高演技力的實力派，從少年到少女、年長的女性到冷艷氣質的大姊、角色的人格分裂都能完美詮釋。
- 第一次配音的作品是外國片的一名小配角，台詞只有結尾的一段話，因而等候錄音等到睡著。在那之後，她多次為有赛琳娜·戈麥斯、美莎·芭頓、河智苑出演的外國片進行日語配音。
- 有潛水員執照、劍道初段，但為了保護聲帶而放棄需要用力吶喊的劍道。
- 在戲劇之外的興趣是繪畫，曾在訪談中提到若沒成為聲優就會想走美術系。
- 曾與永野椎菜的企劃「ShiinaTactix」合作，錄製『ShiinaTactix-Sana.K』專輯，但隨後則婉拒第二張專輯合作計畫。

## 人物
交友關係
- 和鈴村健一、櫻井孝宏在工作上有多次合作因此成為好友。
- 與松來未祐交情深厚，曾在生日時一同前往東京迪斯尼樂園慶祝。在出演《D.Gray-man》之後，也與飾演利娜莉一角的伊藤靜相互結識。
- 與豐口惠、水樹奈奈、能登麻美子因在《草莓100%》中共演而深交，成為所謂的「草莓聚會」。

角色佚話
- 在《草莓100%》中，小林飾演北大路皐月一角，但最初小林所試鏡的角色是西野司，反而現在飾演西野司的豐口惠最初試鏡的角色是北大路皐月。
- 在《魔法少女奈葉A's》中，小林為闇之書／Reinforce一角獻聲，但最初試鏡的角色是守護騎士的席格娜，反之現在飾演席格娜的清水香里最初則試鏡的角色是闇之書／Reinforce。

## 演出作品
※粗體字表示說明飾演的主要角色。

### 電視動畫
2000年
- 超級小黑咪（京子）
- 第一神拳（間柴久美、女學生）
- 幻影死神（如月真名花）

2001年
- 旋風之用心棒（田野倉美雪、電台DJ）
- 超激力戰鬥車TURBO（凪島フウコ、金ヨンデ）
- 彗星公主（有希先生、太一）
- 熱帶雨林的爆笑生活（白衣女）
- 娜姬卡電擊大作戰（海槻玲奈）
- 棋魂（塔矢亮）

2002年
- 水瓶戰記 Sign for Evolution（トカゲダークロア）
- 阿波特戰記五九（ルルカ）
- 炫風太郎
- 蠟筆小新（店員）
- 真·女神轉生D 惡魔之子 光之書與闇之書（サヤ）
- 東京地夜奇兵（アル）
- 東京喵喵（部員）
- 花田少年史（加奈）
- （宇津木沙織）

2003年
- AVENGER（クープ）
- 妮嘉尋親記（ロベルタ）
- 自動機械人 小飛俠阿童木（ミドリ先生）
- E'S OTHERWISE（明日香·篤川）
- 萬花筒之星（エージェント）
- 京極夏彥 巷說百物語（おぎん）
- Gilgamesh（ギルガメッシュ）（御室風子）
- 閃靈二人組（水野真紀）
- 魁！！天兵高校（女性）
- 音速小子X（克里斯）
- 天使怪盜（福田律子）
- （雨宮的母親、 他）
- PAPUWA（コタロー／ロタロー、津軽ジョッカー）
- 真珠美人魚（瑪莉亞）
- 魔法使的條件（菊池春）
- 闇與帽子與書的旅人（莉莉絲）
- （良太的媽媽）

2004年
- 妖精的旋律（妮悠／露西／露西DNA之聲）
- 現視研（北川）
- 最遊記RELOAD（金閣、銀閣）
- 蒼穹之戰神（卡農·梅芬絲）
- 超變身巫女祈鬥士（スカーレット・チャーチ／シスターレイヤー）
  - （桂木洋子）
- 忘卻的旋律（遠音）
- 神奇寶貝超世代（ミリ、サヨリ、ケイマ、黃瓜香）
- 真珠美人魚Pure（蝙蝠小姐、瑪莉亞）
- 舞-HiME（尾久崎晶）
- 異域天使（瑪德拉絲）
- 美鳥日記（瀧口由真）
- 遊戲王GX（天上院明日香）
- LOVE♥LOVE?（桂木洋子）

2005年
- 草莓100%（北大路五月）
- 英國戀物語艾瑪（愛蕾諾·康貝爾）
- （園生要）
- 玻璃假面（2005版本）（北島真夜）
- 蠟筆小新（麗莎·阿斯匹靈）
- 創聖的大天使（紅麗花）
- 翼之奇幻旅程（星火）
- 火影忍者（ふうまササメ）
- BUZZER BEATER（チャチェ）
- 舞-乙HiME（尾久崎晶）
- 魔法少女奈葉A's（闇之書的意志／Reinforce）
- 雪之女王（カーレン）
- LOVELESS（目渚）

2006年
- 歡迎加入NHK!（柏瞳）
- 死亡代理人（戴得拉斯）
- 地獄少女 二籠（新田紀和子）
- 少年陰陽師（藤原彰子）
- 驅魔少年（亞連·沃克）
- .hack//Roots（エンダー／パイ）
- 仰望半月的夜空（與謝野美紗子）

2007年
- 英國戀物語艾瑪 第二幕（愛蕾諾·康貝爾）
- 魔女獵人（ナターリア）
- 現視研2（北川）
- 灼眼的夏娜Ⅱ（“戲睡鄉”梅亞）
- DARKER THAN BLACK 黑之契約者（石崎香那美）
- 奔向地球（菲西斯、蕾蒂西亞）
- 桃華月憚（リリス）
- 交響情人夢（三木清良）
- BUZZER BEATER（チャチェ）
- 怪傑佐羅力2（小奇奇：熊井統子的代役）
- BAMBOO BLADE（凱莉·西川）

2008年
- 夏目友人帳（夏目玲子）
- 新·安琪莉可 Abyss（ロウキ）
- 破天荒遊戲（拉賽爾／拉瑟西亞·蘿絲）
- 女神異聞錄 ～三位一體之魂～（二階堂映子）
- 超時空要塞 Frontier（凱瑟琳·格拉斯）
- 魔人偵探腦嚙尼奧洛（本城剎那）
- 魔法人力派遣公司（石動朔夜）
- 我家有個狐仙大人（豆翡翠）
- 地獄少女三鼎（新山美和）
- 閃電十一人（雷門夏未）
- 小雙俠（洋洋、巴凱爾）

2009年
- RIDEBACK（依田惠）
- 續 夏目友人帳（夏目玲子）
- 元素獵人（歐莉·康諾利）

2010年
- 無頭騎士異聞錄 DuRaRaRa!!（矢霧波江）
- 交響情人夢 Final（三木清良）
- 學生會長是女僕（兵藤渚）
- 銀魂（靈）
- 哆啦A夢（美智子、爸爸〈少年時代〉）

2011年
- 閃電十一人GO（圓堂夏未）
- 夏目友人帳 参（夏目玲子、想象中的玲子）
- 灼眼的夏娜Ⅲ（“戲睡鄉”梅亞）

2012年
- 夏目友人帳 肆（夏目玲子）
- 魯邦三世 -名為峰不二子的女人-（愛莎）
- 加速世界（能美征二／Dusk Taker）
- 超譯百人一首戀歌（弘子）
- 來自新世界（岡野）

2013年
- THE UNLIMITED 兵部京介（派蒂·庫魯）
- 黑色嘉年華（米涅）
- 噬血狂襲（曉深森）
- 名偵探柯南（高森賈斯汀）※第720～721話

2014年
- HAMATORA ─超能偵探社─（幼年雷修）
- 世界征服 謀略之星（椿）
- Happiness Charge 光之美少女！（冰川麻理亞／溫柔天使）
- 我們大家的河合莊（住子）
- 地球隊長（毬村真緒）
- 月刊少女野崎同學（凱西）
- 晨曦公主（青龍〈幼少〉）

2015年
- 蒼穹之戰神 EXODUS（羽佐間卡農）
- 無頭騎士異聞錄 DuRaRaRa!!×2 承（矢霧波江）
- 靈感少女（保險醫師）
- 無頭騎士異聞錄 DuRaRaRa!!×2 轉（矢霧波江）
- 蒼穹之戰神 EXODUS 第2期（羽佐間卡農）
- 偵探小隊KZ事件簿（彩的媽媽）
- 金田一少年之事件簿 R（丸谷瑠奈）#37[1]

2016年
- 昭和元祿落語心中（菊比古〈幼少〉）
- 無頭騎士異聞錄 DuRaRaRa!!×2 結（矢霧波江）
- 房東妹子青春期（佐佐木健吾、大嬸、麻美）
- JoJo的奇妙冒險 不滅鑽石（女學生）
- 文豪Stray Dogs（佐佐城信子）
- 遊戲王ARC-V（天上院明日香）
- 夏目友人帳 伍（夏目玲子、女高中生貓咪老師）
- 超自然9人組（相模少年、播報員A）

2017年
- 昭和元祿落語心中 -助六再現篇-（菊比古〈幼少〉）
- 夏目友人帳 陸（夏目玲子）
- Fate/Apocrypha（愛因茲貝倫的聖女）
- 牙狼〈GARO〉-VANISHING LINE-（恩尼絲）
- 鬼燈的冷徹 第貳期（伊邪那美）

2018年
- 甜心戰士 Universe（炎爪）
- 京都寺町三條商店街的福爾摩斯（瀧山利休[2]）
- 哆啦A夢（野比伸助〈青少年〉）
- Happy Sugar Life（女店長）
- CONCEPTION（米蕾[3]）
- 刀劍神域 Alicization（神代凜子）

2019年
- 多羅羅（阿梅）
- 約定的夢幻島（雷斯利）
- 名侦探柯南（遠堂深美）
- 刀劍神域 Alicization War of Underworld（神代凜子）

2020年
- 刀劍神域 Alicization War of Underworld -THE LAST SEASON-（神代凜子）
- 卡片戰鬥!! 先導者 外傳 -if-（小茂井シンジ）
- 炎炎消防隊 貳之章（哪吒的母親）

2021年
- 拳鬥暗黑傳 -The Roman Fighter-（ロクサーネ、女将）
- 燒窯的話也要馬克杯（車內廣播、磯村莉佳）
- 蓋特機器人ARC（ドクター）
- 暗夜第六感 2041（霧原直美）
- 名偵探柯南（出川みゆき）
- VISUAL PRISON 視覺監獄（結希琴美、安傑的祖母）

2022年
- 泡泡糖忍戰（露西的母親、少年）
- 真·一騎當千（魯肅子敬[4]）

2023年
- 屍體如山的死亡遊戲（山田文代）

2024年
- 寶可夢 地平線（也慈[5]）
- 夏目友人帳 漆（夏目玲子[6]）

2025年
- 特裝合體機器人 Jobraver（警察ジョブロイド Wapper、消防ジョブロイドMAT、救急ジョブロイドA.I.D、司令官[7]）
- 身為暗殺者的我明顯比勇者還強（夜[8]）

### OVA
- （黑澤麻衣）
- .hack//Liminality（水無瀨舞）
- 勇往直前2（蛇紋石雙胞胎姊妹中的姊姊 — 皮雅婕）
- Macross Zero（莎拉諾姆）
- 翼 TOKYO REVELATIONS（星火）
- 少女的秘密心事（山吹八重）
- 聖鬥士星矢 THE LOST CANVAS 冥王神話（天鶴座讓葉）
- 只有神知道的世界 天理篇（桂木桂馬〈幼年〉）

2015年
- 無頭騎士異聞錄 DuRaRaRa!!×2 承 外傳！？ 第4.5話 我的心是火鍋的形狀 （矢霧波江）※劇場先行上映[9]
- 無頭騎士異聞錄 DuRaRaRa!!×2 轉 外傳！？ 第13.5話 戀愛故事鏗鏗鏗（矢霧波江）※劇場先行上映[10]

2016年
- 無頭騎士異聞錄 DuRaRaRa!!×2 結 外傳！？ 第19.5話 DuFuFuFu!!（矢霧波江）※劇場先行上映[11]

2017年
- 夏目友人帳 伍 一夜盃（夏目玲子）
- 夏目友人帳 陸 夢幻的碎片（夏目玲子）
- 噬血狂襲III「真祖大戰篇」（曉深森）

### 動畫電影
2001年
- 賽貝索偵探隊（瑪爾可）
- 鋼彈新體驗：綠色潛水員（普羅斯貝羅教育幫助）
- 暹羅貓 -初次任務-（年輕女孩）

2004年
- 新暗行御史（山道春香）
- 蒸汽男孩（艾瑪）

2006年
- 新SOS大東京探險隊（尾崎龍平）

2007年
- 劇場版創聖機械天使（紅麗花）

2008年
- 劇場版 鬼太郎 日本爆裂！！（風祭華）
- HIGHLANDER（黛博拉）

2009年
- 劇場版超時空要塞Frontier 虛空歌姬（凱瑟琳·格拉斯）

2010年
- 閃電十一人 最強軍團王牙來襲（雷門夏未）
- 蒼穹之戰神 HEAVEN AND EARTH（羽佐間卡農）

2011年
- 永遠之久遠（若月綠）
- 劇場版超時空要塞Frontier 戀離飛翼（凱瑟琳·格拉斯）

2012年
- 魔法少女奈葉 The MOVIE 2nd A's（夜天的魔導書的意志）

2015年
- 冰川丸的故事（菅田清子）

2016年
- Pokemon the movie XY&Z 波爾凱尼恩與機關人偶 瑪機雅娜（芙拉梅爾）

2017年
- 虐殺器官（露西亞·修克羅普）

2018年
- 劇場版 夏目友人帳 ～緣結空蟬～（夏目鈴子）

2019年
- 電影 Korasho的海底興奮大冒險！

### 網路動畫
- FLAG（2006年，莉莎）
- 神奇寶貝不可思議的迷宮 宝可梦救援队（2006年，傑尼龜）
- 美少女戰士Crystal（2014年，奈留的媽媽）

### 電玩遊戲
2000年
- GUNDRESS（茜爾薇婭·卡其哈娜、米夏）

2001年
- 任天堂明星大亂鬥DX（翻越冰山者〈波波&娜娜〉）

2002年
- 棋魂 平安幻想異聞錄（賀茂明）
- 棋魂2（塔矢亮）
- 棋魂 院生頂上決戰（塔矢亮）

2003年
- 棋魂3（塔矢亮）

2004年
- 動畫戰鬥 烈火之炎〜Flame of Recca FINAL BURNING〜（煉華、胡桃）
- 銀河天使 永恆的情人（西瓦皇子的侍女）
- 真珠美人魚 現場元氣演出！（瑪莉亞）
- 櫻花大戰V Episode 0 ～荒野的少女武士～（潔蜜妮·桑萊茲）
- 秋之回憶：從今以後（陵祈）

2005年
- 櫻花大戰V ～再見吾愛～（潔蜜妮·桑萊茲）
- 夢幻奇緣2☆☆☆（水璃）

2006年
- 召喚夜響曲4（路西安）
- Metal Wolf Rev（朝霧火蓮）
- 灼眼的夏娜（“戲睡鄉”梅亞）
- 新 鬼武者 DAWN OF DREAMS（阿初）
- .hack//G.U. Vol.1 再誕（佩）
- .hack//G.U. Vol.2 君想之声（佩）
- 秋之回憶：從今以後again（陵祈）
- 遊戲王怪獸對決GX 雙重戰力2（天上院明日香）
- 摔角天使生存者2（齊藤彰子、拉奇內田）
- 洛克人ZX（梵、艾兒）

2007年
- 天使計畫（加百列）
- 灼眼的夏娜DS（“戲睡鄉”梅亞）
- 武裝神姬 BATTLE RONDO（花型MMS Zyrdarya）
- 洛克人ZX·降臨（艾兒）

2008年
- 超級機器人大戰Z（紅麗花）
- 任天堂明星大亂鬥X（翻越冰山者〈波波&娜娜〉）

2010年
- 加奈 ～妹妹〜（藤堂加奈）
- 劇場版超時空要塞Frontier〜虛空歌姬〜 Hybrid Pack（凱瑟琳·格拉斯）
- .hack//Link（恩達、帕伊）
- 魔法少女奈葉A's PORTABLE 王牌之戰（琳芙斯）

2011年
- code_18（空木柚子）
- 第2次超級機器人大戰Z 破界篇（紅麗花、凱瑟琳·格拉斯、希歐妮·雷吉斯）
- 魔法少女奈葉A's PORTABLE 命運齒輪（琳芙斯）
- 劇場版超時空要塞Frontier〜戀離飛翼〜 Hybrid Pack（凱瑟琳·格拉斯）

2012年
- 裝甲核心V（芙蘭）
- 加速世界 -Stage1:銀翼的覺醒-（能美征二）
- 鬼武者Soul（初〈商業搭配限定〉）
- 重力異想世界（凱特）
- CONCEPTION 產子救世錄（米蕾[12]）
- 第2次超級機器人大戰Z 再世篇（紅麗花、凱瑟琳·格拉斯）

2015年
- 超級機器人大戰BX（凱瑟琳·格拉斯）
- 第3次超級機器人大戰Z 天獄篇（凱瑟琳·格拉斯）
- 無頭騎士異聞錄Relay（矢霧波江）
- 龍息之焰6 白龍的守護者（威爾海姆[13]）
- PROJECT X ZONE 2:BRAVE NEW WORLD（傑米尼·桑萊茲[14]）
- 遊戲王ARC-V TAG FORCE SPECIAL（天上院明日香）

2016年
- 7'scarlet（比良坂有希[15]）
- 星海遊俠：回憶（伊莉雅·席維斯特利、潔蜜妮·桑萊茲、麗多莉·汀芭萊克）
- 超時空要塞Δ緊急出擊（莎拉·諾姆[16]）
- 英雄聯盟（阿璃）[17]

2017年
- 重力異想世界完結篇（凱特）
- .hack//G.U. Last Recode（帕伊）

2018年
- 任天堂明星大亂鬥 特別版（翻越冰山者〈波波&娜娜〉）
- 告別回憶 -無垢少女-（陵祈）
- 狂野歷險 百萬回憶（賽西莉亞·蓮·阿德海特[18]）
- Dragalia Lost ～失落的龍絆～（路恩）

2019年
- CONCEPTION PLUS 產子救世錄（米蕾[19]）

2020年
- 洛克人X DiVE（艾兒）

2021年
- 明日方舟（嵯峨）
- 崩壞3（渡鴉）

2022年
- 原神（提納里）

2023年
- 勝利女神：妮姬（櫻花）

### 廣播劇CD
年代不明
- 異界繁盛記 雛屋商店（果梨）
- 罪人與龍共舞（萩菈索·歐柏托·甲賀）
- switch（立花美佳）
- 驅魔少年（亞連·沃克）
- 來自天外（沙琪）
- Full House Kiss（鈴原麥）
- 魔法少女奈葉 Sound Stage（闇之書管制人格）

2003年
- 夢幻奇緣2 系列（水璃）
- 動畫店長B'店長候補生 日常業務（新渡戶和）※2003年夏季的AV祭典配布

2004年
- 薔薇少女（櫻田純）
- 絕對達令。手辦的DARLING（井澤莉子）
- 動畫店長B'店長候補生 Drama&Radio Talk Album 研修報告Vol.1（新渡戶和）
- 動畫店長B'店長候補生 Drama&Radio Talk Album 研修報告Vol.2（新渡戶和）
- 動畫店長VS店長候補生 B版本 拯救！壽銀座旗艦店！！篇（新渡戶和）※2004年冬季的AV祭典配布

2005年
- 草莓100%系列（北大路五月）
- 少年陰陽師 風音篇 廣播劇CD 全4卷（藤原彰子）
- 砂時計（月島椎香）

2006年
- 少年陰陽師 窮奇編 廣播劇CD 第一卷（藤原彰子）
- 少年陰陽師 天狐編 廣播劇CD 第一卷〜真紅之空〜（藤原彰子）
- 少年陰陽師 番外編 廣播劇CD 第一卷〜夢的鎮魂歌〜（藤原彰子）
- 少女愛上大姊姊 系列02〜魔法使的食譜〜（織倉楓）
- 大奧 極上音繪卷（阿信）
- CYNTHIA_THE_MISSION（高野果苗）
- SOUND DRAMA BLOOD ALONE 系列（日暮）
- 玩伴貓耳娘（摩耶）
- 星空學園（雉宮乙葉）
- 蒼穹之戰神 廣播劇CD Vol.2 GONE/ARRIVE（卡農·梅芬絲）
- 少女劍士茱莉亞（茱莉亞）

2007年
- 少年陰陽師 窮奇篇 廣播劇CD 第二、三卷（藤原彰子）
- 美食天才班（利諾爾）
- 八犬傳―東方八犬異聞―（濱路）
- 清商VS店長候補生 BL關原之戰！（新渡戶和）※2007年冬季的AV祭典配布
- 學生會長是女僕（鮎澤美咲）※《LaLa》2007年4月號附錄
- DJ+廣播劇CD「隨時召喚！召喚夜響曲4」（路西安）

2008年
- 破天荒遊戲 Comic ZERO-SUM CD收藏（拉賽爾／拉瑟西亞·蘿絲）
- 破天荒遊戲 不知去向何方（拉賽爾／拉瑟西亞·蘿絲）
- 破天荒遊戲 手掌中的太陽（拉賽爾／拉瑟西亞·蘿絲）
- 破天荒遊戲 真正恐怖的故事（拉賽爾／拉瑟西亞·蘿絲）
- 電視動畫「破天荒遊戲」廣播劇CD 第1卷 斷罪的緋之花綻放吧（拉賽爾／拉瑟西亞·蘿絲）
- 屁力甲子園（雨四光柳）
- 女僕刑事（若槻葵）
- ZX GIGAMIX（凡、艾兒）
- 型男高中（櫻）
- LOVELESS 廣播劇CD act.1 - 2 （目渚）
- Retihes·Nights〜綠柱石的誓約〜（艾蓮王女〈法伊拉絲·切因巴斯〉）※初回限定附贈特裝版CD

2009年
- 超時空要塞Frontier廣播劇CD 娘Dra◎（凱薩琳·格拉斯）
- 少年陰陽師 天狐篇 廣播劇CD 第二、三卷（藤原彰子）

2011年
- （伊萬里）

2015年
- 紅茶王子（奈子的母親）※櫻之花的紅茶王子 第4卷附贈廣播劇CD初回限定版
- 魔法少女奈叶INNOCENT Sound Stage（八神琳芙斯·艾茵斯）

2016年
- 敦君與女朋友（莊櫻子[20]）

### 外國片日文配音
- Power ranger金剛戰士系列（美版恐龍戰隊系列）
  - Power ranger in Space（阿什莉／太空黃戰士）
  - Power ranger in Galaxy（阿什莉／太空黃戰士客串兩集）
- 雷鳥神機隊（2004年美國電影版）（潘夫人）
- 變形金剛3（卡莉·史賓賽）
- 童話鎮（瑪莉·瑪格麗特·布蘭察德=白雪公主）
- 爱x死x机器人（Rob，《冰河时代》）
- 永不止步：戴維·寇克斯的故事（達琳·麥迪遜·考克斯〈珍娜·費雪〉）
- 世界末日（格蕾絲·史坦伯〈麗芙·泰勒〉[21]）※日本電視台版。

### 柏青哥、角子機
- FEVER創聖機械天使（2007年，紅麗花）
- 魔法萬聖節2（2010年，露比·史賓塞）
- 魔法萬聖節3（2011年，露比·史賓塞）
- 角子機魔法少女奈葉（2015年，闇之書的意志）

### 舞台
- 櫻花大戰系列（潔蜜妮·桑萊茲）
  - 紐育Review SHOE〜唱吧♪大紐育♪〜（2006年3月18日－19日[22]）
  - 紐育Review SHOE〜唱吧♪大紐育♪2〜（2007年7月15日－18日[23]）
  - 紐育Review SHOE〜唱吧♪大紐育♪3〜Last Show（2008年8月27日－31日[24]）
  - 紐育星組LIVE 2011〜繼承星星之人〜（2011年7月29日－31日[25]）
  - 紐育星組LIVE 2012 ～誰都無法忘記的世界～（2012年8月31日－9月2日[26]）
  - 紐育星組SHOW 2013 ～Wild、West、希望～（2013年7月26日－28日[27]）
  - 紐育星組SHOW 2014 ～快樂從這裡開始～（2014年8月29日－31日[28]）

### 活動
- 櫻花大戰 武道館LIVE 〜帝都、巴里、紐育〜（2007年5月13日，潔蜜妮·桑萊茲[29]）
- 櫻花大戰 巴里花組＆紐育星組LIVE 2010 〜楚楚可憐的花朵 閃耀的星星〜（2010年12月10日－12日，潔蜜妮·桑萊茲[30]）
- 櫻花大戰 武道館LIVE 2 〜帝都、巴里、紐育〜（2011年10月7日，潔蜜妮·桑萊茲[31]）

### 廣播節目
- 店長候補生 超電波 HYPER WAVE!（A&G 超RADIO SHOW〜Anispa!〜內／完結）不定期出演，飾演新渡戶和
- 草莓100% Sweet Café（2005年，第12回主持人）
- 破天荒Radio（2007年－，安利美特TV，和三木真一郎一同擔任主持人）

### 廣播CD
- 少年陰陽師 廣播CD 第二卷、第三卷、第九卷（2006年－2009年）

### 映像商品
- First Cast Vol.02（2005年、D-project製作DVD）
- 「少年陰陽師」活動DVD “孫”感謝祭 〜〜（2007年）

### 其他
- 永野椎菜獨唱計畫「ShiinaTactix」－參加演唱
- StudioGIW「聲音連續劇 Vol.3 〜盲目的結界神·想武〜」（月人卡露娜）※下載販售
- BS世界的紀錄片·在危險的時代出生 第7回「叛亂、再建、刷新」（潔西卡·阿爾巴）
- 日立 世界·發現不可思議！（旁白）
- 音頻劇《碧藍幻想 OTOCA「冰火鬩牆」》（2017年，阿谷羅瓦爾〈幼少期〉

## 外部連結
- 事務所的介紹頁 （页面存档备份，存于）（日語）
- ANN Encyclopedia的資料 （页面存档备份，存于）（英文）